# Massacro di Béziers
Il massacro di Béziers fu l'eccidio della popolazione della città di Béziers avvenuto il 22 luglio 1209 per mano dell'esercito crociato. Fu la prima grande operazione militare della crociata albigese.

## Antefatti
Dopo che papa Innocenzo III ebbe proclamato una crociata per sradicare il catarismo dalla Linguadoca, un esercito crociato composto da cavalieri con il loro seguito (per lo più originari della Francia settentrionale), soldati professionisti, bande mercenarie (routiers) e pellegrini, si riunì a Lione, da cui partì nei primi giorni del luglio 1209. Molti partecipanti erano convinti che l'"indulgenza crociata" che ne assolveva ufficialmente i peccati assicurasse anche che non avrebbero subito alcuna punizione nell'aldilà.
Béziers era la prima grande roccaforte del catarismo che i crociati avrebbero incontrato sulla strada per Carcassonne. Era ben fortificata, ampiamente rifornita e capace di resistere a un lungo assedio. Raimondo VI di Tolosa, che fino ad allora era stato un sostenitore dei catari, preferì cambiare schieramento e si unì ai crociati a Valence, lasciando i catari senza il loro principale protettore. Raimondo Ruggero Trencavel, visconte di Béziers e Carcassonne, intercettò l'esercito crociato a Montpellier nel tentativo di negoziare una soluzione pacifica, ribadendo la propria piena adesione alla fede cattolica. Le condizioni impostegli per la resa, tuttavia, furono ritenute inaccettabili, e il visconte ripartì in fretta da Montpellier per preparare le difese dei suoi possedimenti. Sulla strada per Carcassonne, si fermò a Béziers, promettendo rinforzi e portando via con sé alcuni catari ed ebrei.

## L'assedio e il sacco di Béziers
Comandato dal legato pontificio l'abate di Citeaux, Arnaud Amaury, l'esercito crociato raggiunse la periferia di Béziers il 21 luglio. Mentre i soldati allestivano il campo, il vescovo di Béziers, Reginaldo di Montpeyroux, cercò di negoziare per evitare spargimenti di sangue. Tornò a Béziers con il messaggio che la città sarebbe stata risparmiata a condizione che avesse consegnato tutti i suoi cittadini eretici. Il vescovo stilò quindi un elenco di 222 individui, per lo più catari, alcuni valdesi, verosimilmente tutti perfetti o capi delle loro comunità. Ma in un'assemblea tenutasi nella cattedrale, si stabilì che non fosse possibile consegnare queste persone poiché godevano di un sostegno troppo ampio all'interno della città. Così il vescovo chiese ai cattolici di lasciare la città per salvarsi dai crociati. Questa proposta fu tuttavia respinta dagli abitanti della città, che si sentivano più al sicuro all'interno delle mura e che non avevano intenzione di abbandonare i loro concittadini. Alla fine il vescovo lasciò la città con solo pochi cattolici al seguito.
Il 22 luglio i crociati erano ancora impegnati nella sistemazione dell'accampamento e avrebbero necessitato di ancora alcuni giorni prima di poter cominciare un assedio vero e proprio. Un gruppo di soldati (probabilmente semplici civili armati della città) fece una sortita uscendo dalla porta verso l'Orb. Quando incontrarono un gruppo di routiers e pellegrini intenti a lavarsi nel fiume, ebbe inizio un breve scontro e presto il manipolo di cittadini si ritrovò in inferiorità numerica e dovette ripiegare completamente allo sbando. I routiers approfittarono immediatamente del caos, presero d'assalto le mura che non erano adeguatamente presidiate ed entrarono dalla porta lasciata aperta, il tutto senza aver ricevuto ordini. I cavalieri crociati, resisi conto che le difese erano state infrante dalle forze mercenarie, presto si unirono alla battaglia, sopraffacendo la piccola guarnigione cittadina. La città era condannata.
I routiers imperversarono per le strade, uccidendo e saccheggiando, mentre molti cittadini cercarono rifugio nelle chiese della città: la cattedrale di Béziers e le chiese di Santa Maria Maddalena e di San Giuda. Tuttavia, neppure i luoghi sacri fornirono protezione contro la furia cieca degli invasori. Le porte delle chiese furono sfondate e tutti quelli all'interno furono trucidati. Sebbene i cavalieri non avessero fatto nulla per fermare il massacro, presto intervennero per reclamare per sé i tesori e gli oggetti di valore della città. Per rappresaglia, i routiers bruciarono gli edifici, distruggendo la maggior parte del bottino, e i crociati furono rapidamente costretti a lasciare la città in rovina.

### "Uccideteli tutti; Dio riconoscerà i suoi"

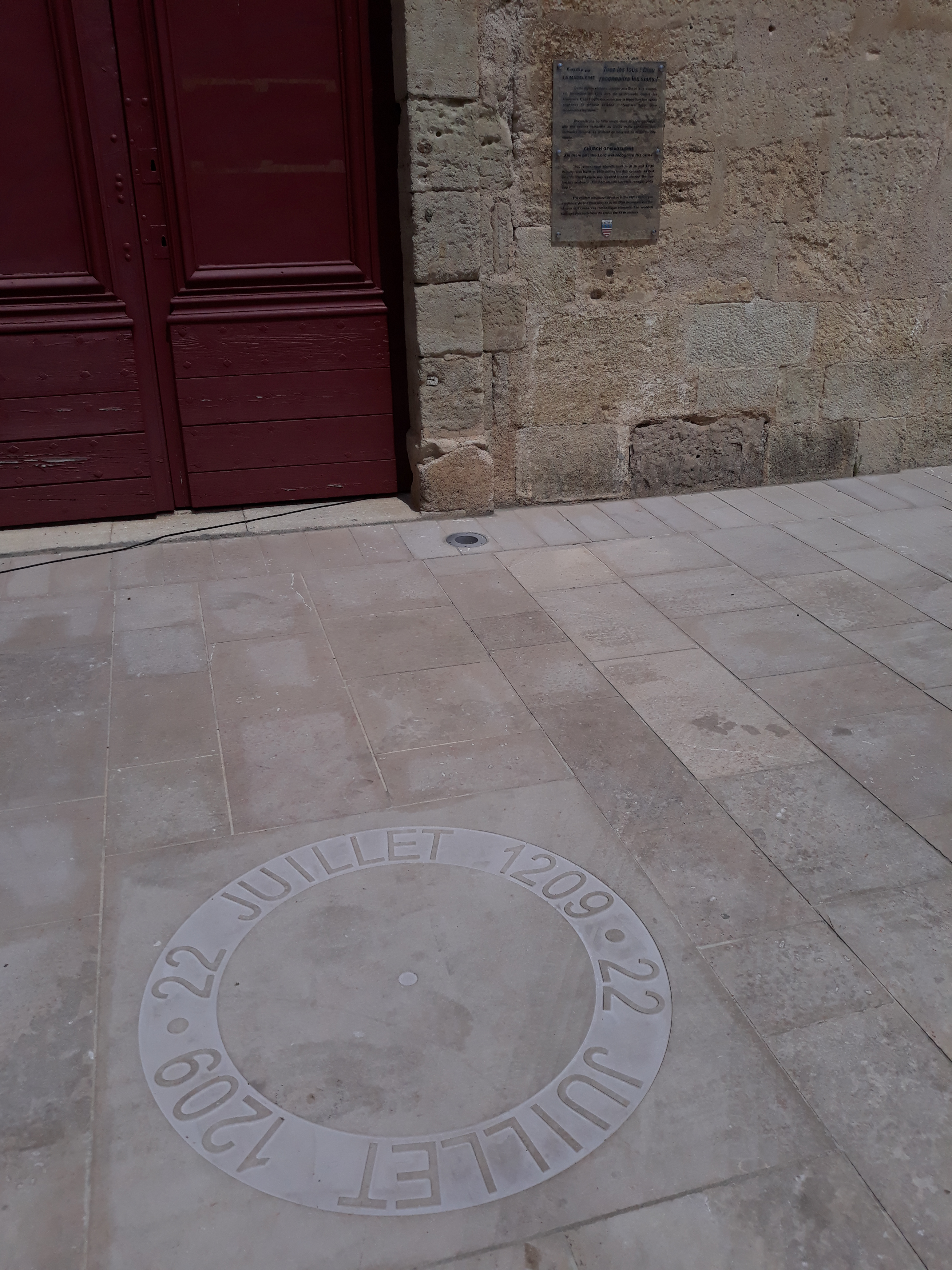
Lapide e targa commemorative presso l'ingresso della chiesa di Santa Maria Maddalena di Béziers

La versione dell'assedio descritta da Amaury nella sua lettera a papa Innocenzo nell'agosto 1209, riporta:
Infatti, poiché non c'è forza né c'è astuzia contro Dio, mentre erano ancora in corso le discussioni con i baroni per garantire l'incolumità di coloro che in città erano ritenuti cattolici, i servi e altre persone di basso rango attaccarono inermi la città senza attendere ordini dai loro capi. Con nostro grande stupore, gridando "alle armi, alle armi!", nel giro di due o tre ore attraversarono i fossati e le mura e Béziers fu presa. I nostri uomini non hanno risparmiato nessuno, indipendentemente da rango, sesso o età, e hanno passato a fil di spada quasi 20 000 persone. Dopo questo grande massacro l'intera città fu spogliata e bruciata, poiché la vendetta divina infuriò miracolosamente contro di essa. 
Circa vent'anni dopo, Cesario di Heisterbach riporta questo racconto del massacro:
Quando scoprirono, dalle ammissioni di alcuni di loro, che c'erano cattolici mescolati con gli eretici, dissero all'abate: "Signore, cosa dobbiamo fare, poiché non possiamo distinguere tra i fedeli e gli eretici?". L'abate, come gli altri, temeva che molti, per paura della morte, si spacciassero per cattolici e, dopo la loro partenza, tornassero alla loro eresia, e si dice che abbia risposto "Caedite eos. Novit enim Dominus qui sunt eius – Uccideteli tutti. Il Signore conosce infatti quelli che sono suoi” (2 Tim 2. 19) e così innumerevoli in quella città furono uccisi.
Mentre è molto dubbio che l'abate abbia pronunciato queste parole – parafrasate anche come "Uccideteli tutti; Dio riconoscerà i suoi" o "Uccideteli tutti e lasciate che sia Dio a riconoscerli" – è invece indubbio che esse rappresentassero appieno lo spirito dell'assalto e che i crociati intendessero effettivamente massacrare gli abitanti. Infatti, se da una parte i crociati permisero ai routiers di scatenarsi e uccidere indistintamente, senza risparmiare né donne né bambini, dall'altra intervennero prontamente per fermare i saccheggi.
Il resoconto di Amaury, che parla di 20 000 morti era probabilmente esagerato, così come quello di Pietro di Vaux de Cernay, secondo il quale 7 000 furono uccisi nella sola chiesa di Santa Maddalena. Si stima infatti che la popolazione della città all'epoca fosse tra i 10 000 e i 14 500 abitanti e un numero imprecisato di essi potrebbe essere sfuggito al massacro. Christopher Tyerman afferma che "la cifra reale era quasi certamente molto inferiore". Lo storico Laurence W. Marvin definisce l'esortazione di Amaury "apocrifa", aggiungendo che "la velocità e la spontaneità dell'attacco indicano che il legato potrebbe non aver effettivamente saputo cosa stesse succedendo finché non fu tutto finito". Marvin afferma che "senza dubbio la maggior parte della popolazione e degli edifici di Beziers è sopravvissuta" e che la città "continuò a funzionare come un grande centro abitato" anche dopo l'attacco.

## Conseguenze

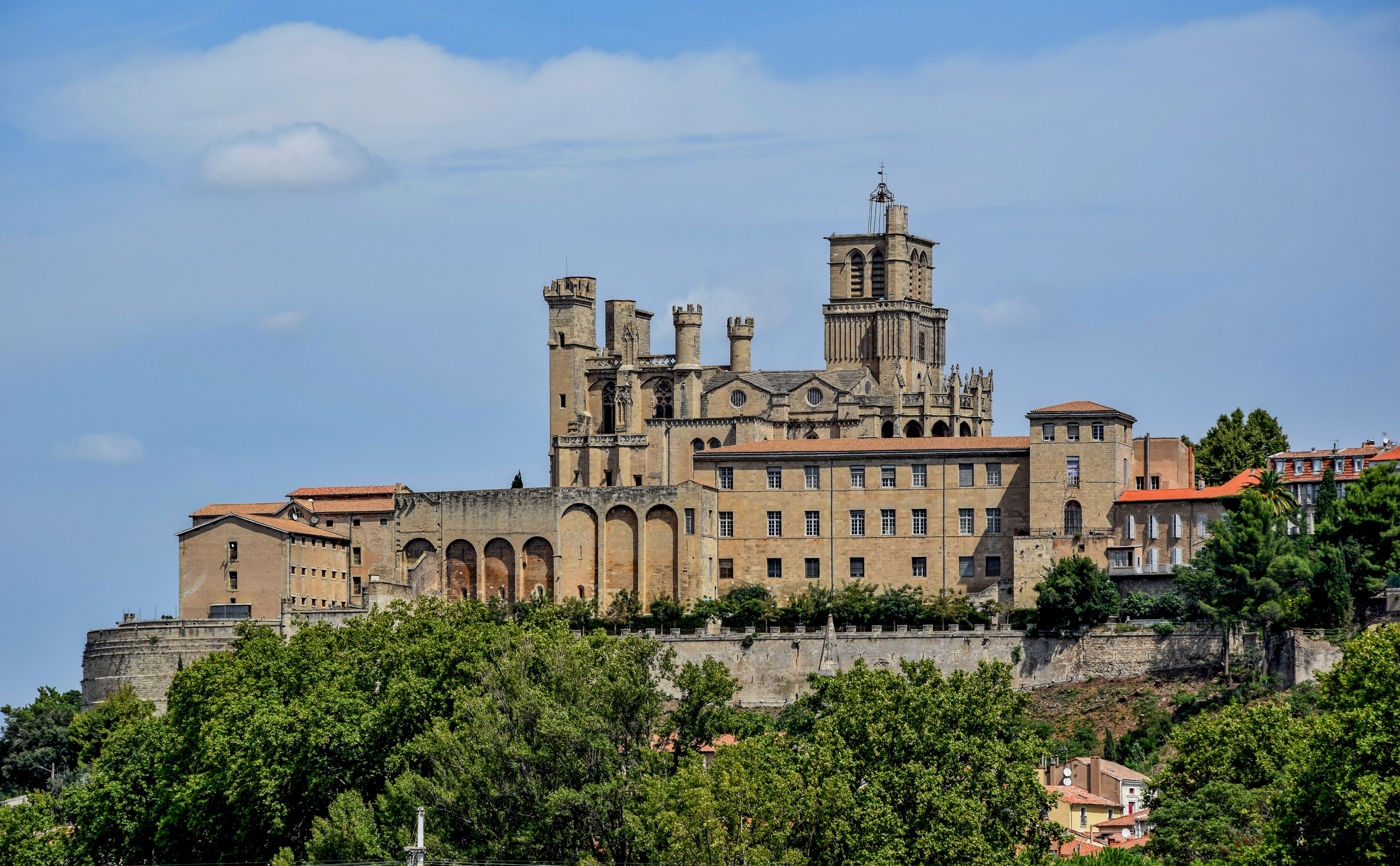
L'attuale cattedrale di Béziers

I crociati avevano ottenuto una vittoria rapida e devastante. L'orrore e la paura si diffusero nel paese e molti castelli e città si sottomisero senza ulteriore resistenza. Carcassonne cadde nel giro di un mese e Raimondo Ruggero Trencavel morì in prigione nello stesso anno, mentre le sue terre furono date a Simone IV di Montfort. Tuttavia, i crociati persero il sostegno della popolazione cattolica locale e divennero un'odiata forza di occupazione. "Da allora in poi, il supporto o l'opposizione ai crociati furono determinati in gran parte da considerazioni secolari". La guerra si protrasse per anni finché il re francese non vi entrò e prese possesso della Linguadoca.
Durante l'incendio della città, la cattedrale fu gravemente danneggiata dalle fiamme e crollò. Una lapide di fronte alla cattedrale ricorda la "giornata di macelleria" perpetrata dai "baroni del nord". Alcune parti della cattedrale romanica sopravvissero e i lavori di restauro iniziarono nel 1215. La ricostruzione, insieme a quello del resto della città, continuò fino al XV secolo.